# Iwaniska
Iwaniska – miasto w Polsce położone w województwie świętokrzyskim, w powiecie opatowskim, siedziba gminy miejsko-wiejskiej Iwaniska. 
Iwaniska uzyskały lokację miejską w 1403 roku, zdegradowane w 1869 roku, w 2022 odzyskały prawa miejskie. 

## Położenie
Iwaniska znajdują się 13 km na południowy zachód od Opatowa. Miasto położone jest nad rzeką Koprzywianką, na południowo-wschodnim krańcu Gór Świętokrzyskich. Na południe i południowy zachód od miejscowości rozciąga się Pasmo Iwaniskie tych gór.
Przez Iwaniska przebiega droga wojewódzka nr 757 z Opatowa do Stopnicy, a swój początek ma tu droga wojewódzka nr 758 do Koprzywnicy.
Około 2 km na południowy wschód od Iwanisk znajduje się miejscowość Ujazd z ruinami zamku Krzyżtopór.
| Integralne części miasta Iwaniska | Integralne części miasta Iwaniska | Integralne części miasta Iwaniska |
| SIMC                              | Nazwa                             | Rodzaj                            |
| --------------------------------- | --------------------------------- | --------------------------------- |
| 0793680                           | Płaszczyzna                       | osada                             |
| 0793696                           | Podlesie                          | przysiółek                        |
| 0793704                           | Zabłocie                          | przysiółek                        |

## Historia

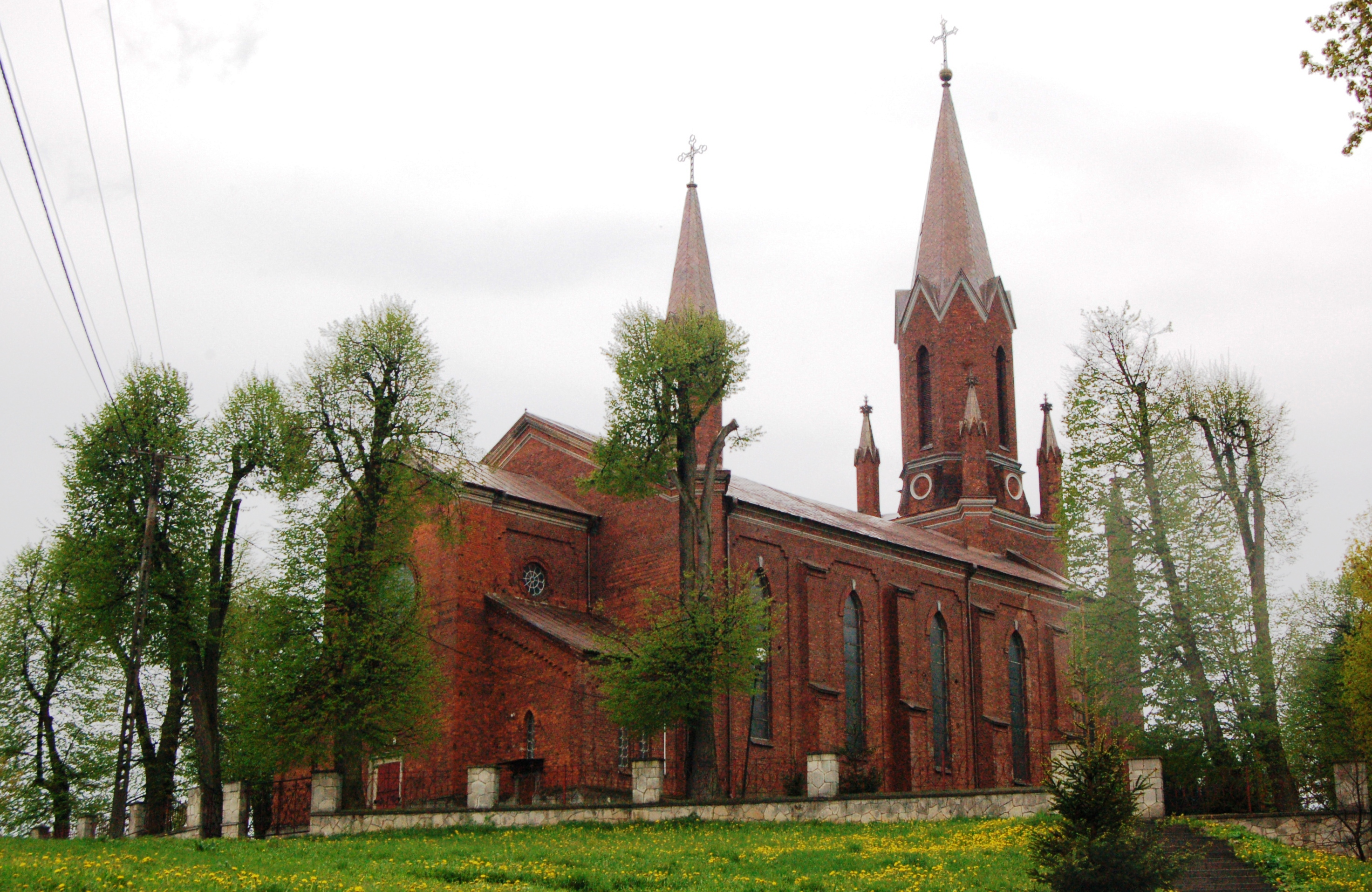
Kościół św. Katarzyny

Pierwsza osada powstała tu na przełomie XIII i XIV w. W 1403 r. rodzina Zborowskich na gruntach wsi Onispówka założyła miasto. W tym samym roku okoliczna szlachta wystawiła tu kościół. Początkowo był on kościołem filialnym parafii w Ujeździe. Dopiero po zniszczeniu tamtejszego kościoła, kościół iwaniski stał się parafialnym. Początkowo miasto nosiło nazwę Unieszów lub Uneszów. Od połowy XV w. używana już była współczesna nazwa Iwaniska. W czasie reformacji miasto było ośrodkiem kalwinizmu. W 1552 r. odbył się tu kalwiński synod, z udziałem m.in. Jana Łaskiego. Kolejni właściciele wyjednali dla Iwanisk przywileje na odbywanie targów, a także 13 jarmarków rocznie. Miasto było ważnym ośrodkiem rzemieślniczym. Rozwijały się tu między innymi tak rzadkie specjalności jak złotnictwo, ludwisarstwo i mosiężnictwo. W 1578 r. w mieście było 44 rzemieślników, 19 gorzelników oraz 15 komorników.
W 1629 roku właścicielem miasta położonego w powiecie sandomierskim województwa sandomierskiego był Krzysztof Ossoliński.
W 1656 r. Iwaniska zostały splądrowane, a następnie doszczętnie spalone przez oddział kozaków Jerzego Rakoczego. Po tej klęsce miastu nie udało się już odzyskać dawnego znaczenia. W latach 1662–1663 Iwaniska miały zaledwie 50 domów i 416 mieszkańców. W 1674 r. liczba mieszkańców była jeszcze mniejsza i wynosiła 311 osób.
Iwaniska od Ossolińskich, przechodząc przez różne ręce stały się własnością rodziny Sołtyków. Według spisu z 1827 r. w mieście było 167 domów i 1088 mieszkańców. W 1869 r., po powstaniu styczniowym, Iwaniska utraciły prawa miejskie.
W 1914 r. doprowadzono do wsi linię wąskotorową z Bogorii. Stanowiła ona część Jędrzejowskiej Kolei Dojazdowej. W 1959 r. została ona zlikwidowana jako nierentowna.
W latach 1954–1972 wieś należała i była siedzibą władz gromady Iwaniska. W latach 1975–1998 miejscowość położona była w województwie tarnobrzeskim.

## Urodzeni w Iwaniskach
- Andrzej Poniedzielski (1954) – poeta, autor tekstów piosenek, humorysta i twórca scenariuszy.
- Sławomir Berdychowski (1968-2016) żołnierz, pułkownik Wojsk Specjalnych
- Mateusz Masternak (1987) – bokser, mistrz Europy federacji EBU, żołnierz zawodowy.

## Zabytki

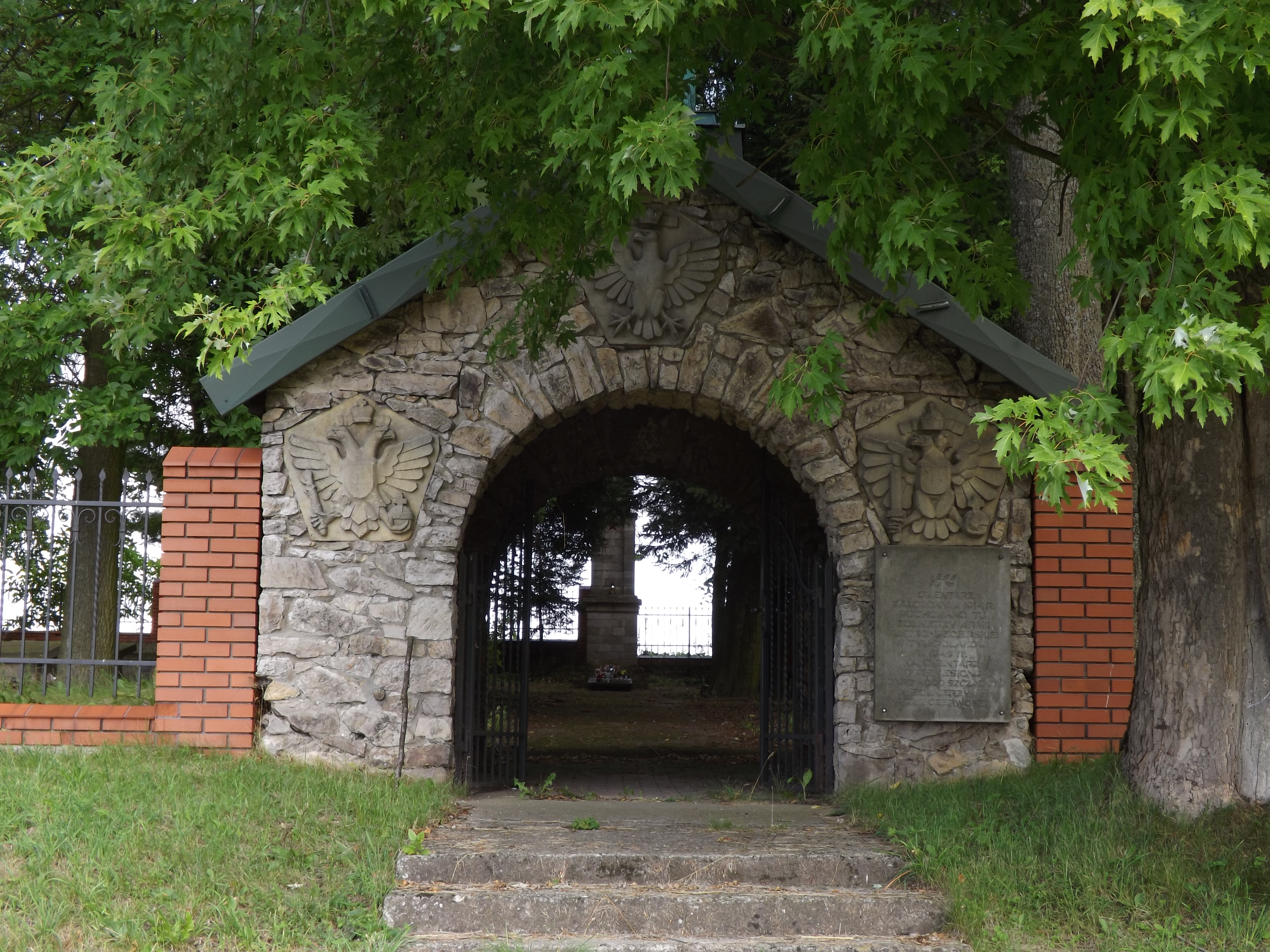
Brama główna cmentarza wojennego w Iwaniskach na którym spoczywa ponad 4 000 żołnierzy armii radzieckiej poległych w walkach na przyczółku baranowsko-sandomierskim w latach 1944–1945.

- Neogotycki kościół parafialny pw. św. Katarzyny z początku XX wieku (wzniesiony na miejscu kościoła modrzewiowego ufundowanego przez Władysława Morsztyna w 1718 r., który spłonął w 1898 r.).

Wpisany do rejestru zabytków nieruchomych (nr rej.: A-13 z 27.11.2007).
- Cmentarz wojenny w Iwaniskach z okresu I i II wojny światowej (nr rej.: A.511 z 14.06.1988)[11].
- Stary cmentarz przykościelny z XV w., a także nowszy cmentarz z początku XIX wieku z kaplicą grobową rodziny Łempickich z 1833 r.

## Sport
W Iwaniskach, od 15.08.1996 roku, działa klub piłki nożnej, GKS Iwaniska, występujący w sezonie 2023/24 w klasie A, będącej siódmą, pod względem ważności klasą, męskich ligowych rozgrywek piłkarskich w Polsce.

## Wójtowie Iwanisk
- Władysław Majka (1990-2000)
- Stanisław Jarosz (2000-2002)
- Kazimierz Żółtek (2002-2006)
- Marek Staniek (2006-2022)

## Burmistrzowie Iwanisk
- Marek Staniek (2022-nadal)